# Leo Maasburg
Leo Maasburg, né le 28 mars 1948 à Graz, est un ecclésiastique autrichien et, depuis 2005, directeur national des Œuvres pontificales missionnaires autrichiennes.
Il était aussi un compagnon de longue date de Mère Teresa.

## Livres
- Mutter Teresa; die wunderbaren Geschichten, Verlag Pattloch, Munich 2010  (ISBN 978-3-629-02248-6)
- Mutter Teresa; die wunderbaren Geschichten, Verlag Knaur Taschenbuch, Munich 2016  (ISBN 978-3-426-78831-8)